# Дрік чотиригранний
Дрік чотиригранний (Genista tetragona) — вид рослин з родини бобові (Fabaceae), поширений у Молдові й Україні, вузький ендемік басейну р. Дністер.

## Опис
Кущ 8–25 см. Рослина з висхідними стеблами і 4-гранними ребристими, густо запушеними притиснутими шовковистими волосками, гілками.

## Поширення
Поширений у Молдові й Україні.
В Україні вид зростає на вапнякових схилах — у Середньому Придністров'ї (Одеська обл., Красноокнянський р-н, с. Артирівка), рідко.

## Загрози та охорона
Головними загрозами для цієї рослини є лісонасадження вапняних схилів, випас та видобуток кар'єрів.
Цей вид занесений до Додатку I Конвенції про охорону дикої природи та природних середовищ (Бернська конвенція). Genista tetragona занесена до Червоної книги України (статус EN) і до Червоної книги Молдови (статус EN). Охороняється в заповіднику Ягорлик у Молдові. Необхідно організувати захист усіх субпопуляцій, особливо двох в Україні.